# Mayaruiner

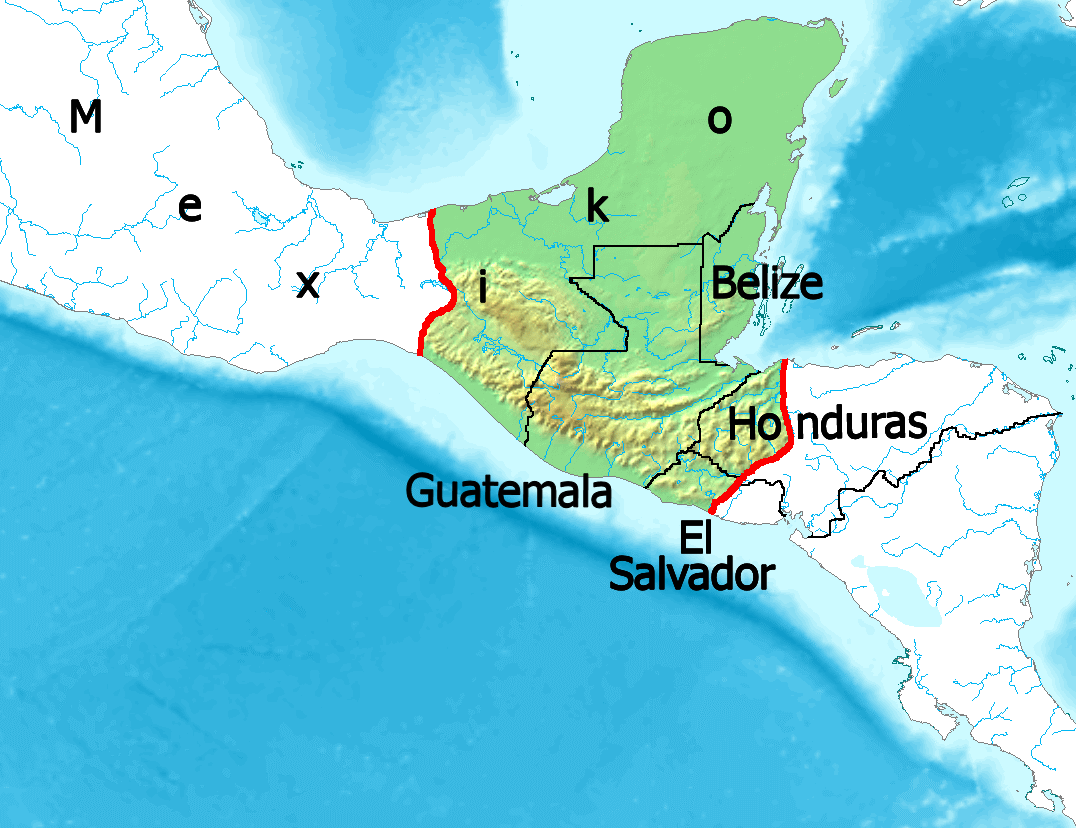
Mayakulurens bosättningar och kultplatser

Följande lista är en förteckning av mera betydande förkolumbianska fyndplatser från mayakulturen. Dessa hittas i det mesoamerikanska området som i dag omfattar fem stater:
- Mexiko (främst Yucatánhalvön)
- Belize
- Guatemala
- Honduras (i väster)
- El Salvador (i väster):

| Land      | Namn          | Område                | Grundad    | Beskrivning | Bild                                                                                          |
| --------- | ------------- | --------------------- | ---------- | --- | --------------------------------------------------------------------------------------------- |
| Mexiko    | Acanmul       | Campeche              |            | Treplans palats |                                                                                               |
| Mexiko    | Acanceh       | Yucatan               | 200-300    | Stor tempelpyramid på ortens huvudplats                                                                                  |                                                                                               |
| Mexiko    | Aké           | Yucatan               | 350        | Byggnad med monumentala pelare och megalitisk trappa                                                                     |                                                                                               |
| Guatemala | Aguateca      | El Petén              | 250        | Tillfälligt residens för kungen av Dos Pilas                                                                             |                                                                                               |
| Belize    | Altun Ha      | Belizedistriktet      | 200 f vt   | 13 tempel (det högsta är 16 meter) och bostadshus                                                                        |                                                                                               |
| Mexiko    | Bonampak      | Chiapas               | 600        | Flera tempel med ovanliga väggmålningar                                                                                  |                                                                                               |
| Mexiko    | Cacaxtla      | Tlaxcala              | 400        | Ruinstadens centrum utgör en 200 meter lång och 25 meter bred plattform                                                  |                                                                                               |
| Belize    | Cahal Pech    | Cayodistriktet        | 1000 f vt  | 34 rituella byggnader och bostäder, samt två bollplaner och ett svettbad                                                 |                                                                                               |
| Mexiko    | Calakmul      | Campeche              | 200        | Över 6 000 byggnader och en 45 meter hög pyramid                                                                         | Temple I, Calakmul Biosphere                                                                  |
| Belize    | Caracol       | Cayodistriktet        | 1200 f vt  | Den högsta byggnaden är en 34 meter hög pyramid; då staden var som störst bodde här mellan 120 000 och 180 000 människor |                                                                                               |
| Belize    | Cerros        | Corozaldistriktet     | 330 f vt   | Tre stora akropoler omgivna av flera torg och pyramider; den högsta byggnaden är 22 meter                                |                                                                                               |
| Mexiko    | Chac II       | Yucatan               |            | Tidig ruinstad |                                                                                               |
| Mexiko    | Chacchoben    | Quintana Roo          |            | Liten fyndplats |                                                                                               |
| Mexiko    | Chacmultun    | Yucatan               |            | Tre stora byggnadskomplex med vattenmålerier                                                                             |                                                                                               |
| Mexiko    | Chakalal      | Quintana Roo          |            | Liten fyndort direkt vid kusten                                                                                          |                                                                                               |
| Mexiko    | Chicanná      | Campeche              | 300-1100   | Byggnad II med stor monstergapsdörr i Chenes-stil (750-770)                                                              |                                                                                               |
| Mexiko    | Chichén Itzá  | Yucatan               | 500        | Tempelby med en diameter på cirka en kilometer; huvudbyggnad är pyramiden El Castillo                                    | El Castillo.                                                                                  |
| Mexiko    | Chinkultic    | Chiapas               | 100 f.vt.  | Hittills 200 upptäckta byggnader från klassisk tid                                                                       |                                                                                               |
| Mexiko    | Chunchucmil   | Yucatan               |            | Utbrett nybygge med flera sacbe                                                                                          |                                                                                               |
| Mexiko    | Chunhuhub     | Campeche              |            | Byggnad med praktfull fasad                                                                                              |                                                                                               |
| Mexiko    | Chunlimón     | Campeche              |            | Fasadrest med ormgapsingång och maskkaskad i Chenès-stil                                                                 |                                                                                               |
| Guatemala | Cival         | El Petén              | 600 f vt   | 27 meter höga trappyramider omgivna av tempel och palats                                                                 |                                                                                               |
| Mexiko    | Cobá          | Quintana Roo          | 600        | Fem separata grupper byggnader varav en 47 meter hög pyramid                                                             |                                                                                               |
| Mexiko    | Comalcalco    | Tabasco               | 800        | Mayakulturens västligaste tempelanläggning, med över 300 hittills identifierade strukturer                               |                                                                                               |
| Honduras  | Copán         | Copán                 | 160        | Stort tempel, pyramider, altare, en bollplan, stelar, reliefer och en monumental glyftrappa                              |                                                                                               |
| Belize    | Cuello        | Orange Walkdistriktet | 2000 f vt  | Den äldsta funna mayabosättningen                                                                                        |                                                                                               |
| Guatemala | Dos Pilas     | El Petén              | 629        | Grundad som utpost till Tikal – senare fiende till Tikal                                                                 |                                                                                               |
| Mexiko    | Dzibilchaltún | Yucatan               | 900 f vt   | Rester av omkring 8 000 byggnader, bland annat “De sju dockornas tempel”                                                 |                                                                                               |
| Guatemala | El Mirador    | El Petén              | 1000 f vt  | Den största mayametropolen från förklassisk tid, med två stora pyramider (72 och 55 meter höga)                          |                                                                                               |
| Belize    | El Pilar      | Cayodistriktet        | 500 f vt   | Över tio stora pyramider, 25 torg plus andra byggnader                                                                   |                                                                                               |
| Mexiko    | Kabah         | Yucatan               | 300 f vt   | Pyramider, palats, triumfbågar och Maskernas Palats                                                                      |                                                                                               |
| Guatemala | Kaminaljuyu   | Guatemala City        | 1500 f vt  | Över etthundra plattformar och gravar i utkanten av huvudstaden Guatemala City                                           |                                                                                               |
| Mexiko    | Kohunlich     | Quintana Roo          | 200 f.Kr.  | Byggnader i Rio Bec-stil – till exempel Maskernas Palats                                                                 |                                                                                               |
| Guatemala | La Corona     | El Petén              | ej daterad | Fyndplats Q med bland annat en 90x50cm stor kalkstensplatta med 140 glyftecken                                           | Ett sättsteg av kalksten med bollspelsscen. La Corona, 700-tal. Höjd: 25,1 cm; längd: 43,2 cm |
| Mexiko    | Labná         | Yucatan               | 700        | Palats, portal och El Mirador i puuc-stil                                                                                |                                                                                               |
| Belize    | Lamanai       | Orange Walkdistriktet | 1500 f.Kr. | Stort huvudtempel och hundratals sidobyggnader; en av de längst bebodda mayastäderna                                     |                                                                                               |
| Belize    | Lubaantun     | Toledodistriktet      | 700        | Byggnader av kalkstensblock utan murbruk                                                                                 |                                                                                               |
| Mexiko    | Maní          | Yucatan               | 2000 f vt  | Fyndplats för tre viktiga mayakodexar                                                                                    |                                                                                               |
| Mexiko    | Mayapán       | Yucatan               | 1000       | 4 000 byggnader, därav har hittills 114 tempel identifierats                                                             |                                                                                               |
| Guatemala | Nakbé         | El Petén              | 1400 f vt  | Två stora byggnadsverk i centrum, med tempel mellan 40 och 72 meter höga                                                 |                                                                                               |
| Belize    | Nim Li Punit  | Toledodistriktet      | 500        | Trappstegspyramider (den högsta 12 meter) omgivna av tre torg                                                            |                                                                                               |
| Mexiko    | Palenque      | Chiapas               | 500        | Stort palats med flera tempel, en akvedukt och rejäla gravstenar                                                         |                                                                                               |
| Guatemala | Quiriguá      | Izabal                | 200        | Många skulpturer och stelar - den största är 10 meter hög och väger 65 ton                                               |                                                                                               |
| Mexiko    | Sayil         | Yucatan               | 600        | 85 meter långt palats i tre etage, omgivet av tempel och stelar                                                          |                                                                                               |
| Guatemala | Takalik Abaj  | Retalhuleu            | 800 f vt.  | 80 byggnader med flera torg och cirka 300 stenmonument som stelar och altare                                             |                                                                                               |
| Mexiko    | Toniná        | Chiapas               | 400        | flera stelar med glyfer, altare och stuckfriser                                                                          |                                                                                               |
| Guatemala | Tikal         | El Petén              | 700 f vt   | 3 000 strukturer såsom tempel, palats, bollplaner, plattformar, terrasser, akvedukter, cisterner och stelar              |                                                                                               |
| Mexiko    | Tortuguero    | Tabasco               | 500        | Idag långtgående förstört. Stele nr 6 berömd för inskriften 13 baktun förknippad med spekulativa 2012-fenomen            |                                                                                               |
| Mexiko    | Tulúm         | Quintana Roo          | 600        | Befinner sig på en kalkstensklippa 12 meter över Karibiska havet                                                         |                                                                                               |
| Guatemala | Uaxactún      | El Petén              | 1000 f vt  | Masktemplet och bollspelplats                                                                                            |                                                                                               |
| Mexiko    | Uxmal         | Yucatan               | 700        | Byggnadsverk i puuc-stil med byggnader på konstgjorda plan                                                               |                                                                                               |
| Belize    | Xunantunich   | Cayodistriktet        | 200        | 25 tempel och palatsbyggnader                                                                                            |                                                                                               |
| Mexiko    | Yaxchilán     | Chiapas               | 400        | Stort antal stenskulpturer och stelar                                                                                    |                                                                                               |